# Brabira ruficorpus
Brabira ruficorpus är en fjärilsart som beskrevs av W. Warren 1901. Brabira ruficorpus ingår i släktet Brabira och familjen mätare. Inga underarter finns listade i Catalogue of Life.